# Сан Мацео-Валоне Купо (Катанцаро)
Сан Мацео-Валоне Купо је насеље у Италији у округу Катанцаро, региону Калабрија.
Према процени из 2011. у насељу је живело 31 становника. Насеље се налази на надморској висини од 926 м.